# Eophileurus forsteri
Eophileurus forsteri är en skalbaggsart som beskrevs av S. Endrödi 1971. Eophileurus forsteri ingår i släktet Eophileurus och familjen Dynastidae. Inga underarter finns listade i Catalogue of Life.